# Зоринка

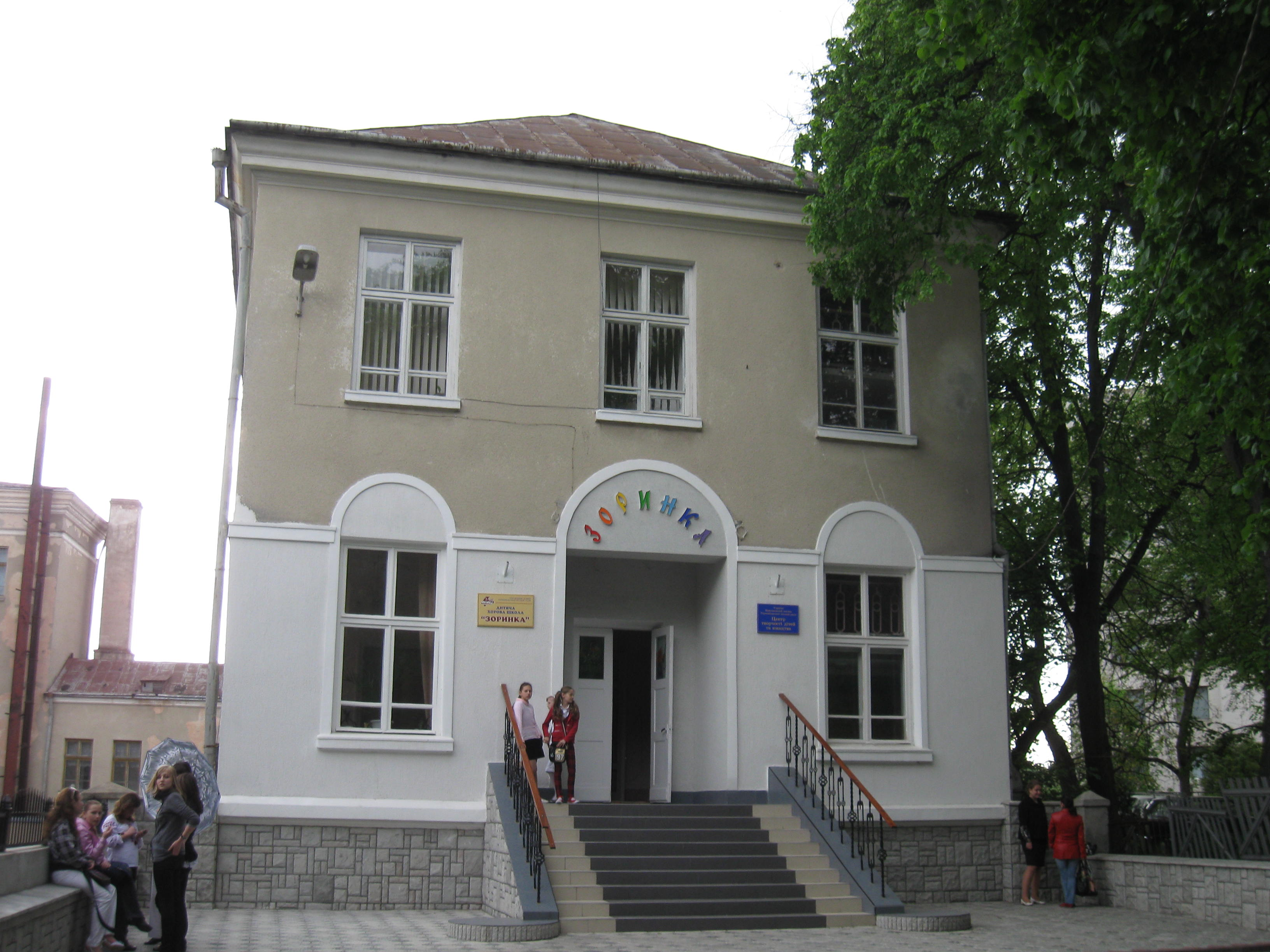
Дитяча хорова школа «Зоринка», 2010

Дитяча хорова школа «Зоринка» імені Ізидора Доскоча (від 1996 року) у місті Тернополі. Народна хорова капела (від 2002). У 1988 році колективу надано почесне звання «Зразковий художній колектив», а у 2001 — «Народна хорова капела».

## Історія
Створена у 1980 році як хоровий гурток міського Палацу піонерів.
Зразковий художній колектив (з 1988), Народна хорова капела (з 2001). Нагороди: дві срібні та одна бронзова медалі 1-ї Всесвітньої хорової олімпіади в м. Лінц (2000, Австрія). Перші премії та дипломи 1-го ступеня всеукраїнських і міжнародних конкурсів (1988, 1991, 1993, 1997, 1998, 2001, 2003, 2004, 2005, 2006, 2007, 2008, 2009, 2010, 2012, 2013, 2017, 2018, 2019, 2020). Два срібні дипломи на 1-му міжнародному конкурсі хорових колективів ім. Й. Брамса (1999, Німеччина).
Засновник і незмінний керівник у 1980—2017 роках — Ізидор Доскоч, хормейстер і диригент — Анжела Доскоч (від 1993).
Хорова школа «Зоринка» має чотири ступені:
- молодший, де дошкільнят і першокласників навчають за спеціальною методикою хорового співу і сольфеджіо;
- середній — діти опановують двоголосся, навчаються грати на музичних інструментах;
- кандидатський — навчаються поліфонічному триголоссю;
- концертний — поєднують навчання з виконавською діяльністю.

Щороку у школі навчається близько 300 дітей.
Працюють ансамблі із скрипалів, сопілкарів, баяністів, вокальні. Найкращі учні-піаністи вивчають концертмейстерство.
Колектив концертував у Австрії, країнах Балтії, Білорусі, Німеччині, Польщі, Росії, Угорщині, Словаччині, Болгарії, Франції, Греції, Чехії, Італії, Хорватії, Польщі, Туреччині.
«Зоринка» співпрацює із сучасними українськими композиторами: Лесею Горовою, Іриною Кириліною, Богданою Фільц, Ігорем Щербаковим, Ганною Гаврилець, Юрієм Шевченком та іншими.
Значними подіями у творчому житті капели були концерт із творів композитора, диригента Євгена-Ореста Садовського 
(США), зустріч із ним у школі; авторські концерти Б. Фільц (1999, 2014, 2018), шість сольних концертів духовної музики в костьолах м. Кракова (2001, Польща); концерти духовної музики, Святі Літургії в найбільших соборах Угорщини, Італії та Ватикані (2014); участь у культурно-мистецькому проєкті «Відкриваймо серця разом» в м. Києві 2015 року (спільно з Ансамблем класичної музики  імені Бориса Лятошинського Національного будинку органної та камерної музики України у Колонному Залі ім. М. В. Лисенка Національної філармонії України шедеврів світової класики). 